# Liste der Bodendenkmale in Hohenbocka
In der Liste der Bodendenkmale in Hohenbocka sind alle Bodendenkmale der brandenburgischen Gemeinde Hohenbocka und ihrer Ortsteile aufgelistet. Grundlage ist die Veröffentlichung der Landesdenkmalliste mit dem Stand vom 31. Dezember 2020.
|   | Gemarkung         | Flur    | Kurzansprache | Bodendenkmalnummer | Bemerkung | Bild |
| - | ----------------- | ------- | --- | ------------------ | --------- | ---- |
| 1 | Hohenbocka (Lage) | 1, 2, 6 | Friedhof deutsches Mittelalter, Dorfkern deutsches Mittelalter, Dorfkern Neuzeit, Kirche deutsches Mittelalter, Kirche Neuzeit, Friedhof Neuzeit | 80243              |           |      |
| 2 | Hohenbocka (Lage) | 2       | Mühle Neuzeit | 80444              |           |      |